# Bilîi Potik, Ciortkiv
Bilîi Potik (în ucraineană Білий Потік) este un sat în comuna Rîdodubî din raionul Ciortkiv, regiunea Ternopil, Ucraina.

## Demografie
Componența lingvistică a localității Bilîi Potik
     Ucraineană (99,67%)
     Alte limbi (0,33%)
Conform recensământului din 2001, majoritatea populației localității Bilîi Potik era vorbitoare de ucraineană (99,67%), existând în minoritate și vorbitori de alte limbi.